# Karl Hafner (Politiker)
Karl Hafner (* 30. Juni 1878 in Stadel, Bezirk Dielsdorf, Kanton Zürich; † 11. Februar 1947 in Zürich), heimatberechtigt in Zürich, war ein Schweizer reformierter Geistlicher und Politiker der Freisinnig-Demokratischen Partei (FDP), der unter anderem von 1929 bis 1943 Regierungsrat sowie zwei Mal (1934/35, 1938/39) Präsident des Regierungsrates des Kantons Zürich war.

## Leben

Die kantonale Strafanstalt Regensdorf, deren Direktor Hafner zwischen 1920 und 1929 war

Karl Hafner, Sohn des Sekundarlehrers Jakob Hafner und der Maria Wilhelmine Schranz, begann nach dem Schulbesuch 1898 ein Studium der Rechtswissenschaften an der Universität Zürich und setzte sich in seiner Dissertation zum Doktor der Rechte 1901 mit dem Strafvollzug auseinander. Im Anschluss nahm er eine Tätigkeit als Rechtsanwalt in Zürich auf und wurde 1906 Sekretär des Schweizerischen Bäcker- und Konditorenmeisterverbands (SBVK) sowie Redaktor der Verbandszeitung. Seine politische Laufbahn für die Freisinnig-Demokratische Partei (FDP) begann er in der Kommunalpolitik und war zwischen 1907 und 1913 sowie erneut von 1918 bis 1920 Mitglied des Grossen Stadtrates, des Gemeindeparlaments von Zürich. 1920 wurde er Direktor der kantonalen Strafanstalt Regensdorf und bekleidete dieses Amt bis 1929.
Hafner, der zeitweise Präsident des Erziehungsrates war, wurde 1929 Regierungsrat und bekleidete dieses Amt bis 1943. Er war als Mitglied der Kantonsregierung zwischen 1929 und 1935 zunächst Vorsteher der Direktion für Justiz- und Militärwesen sowie im Anschluss von 1935 bis 1939 Vorsteher der Erziehungsdirektion. Während seiner Mitgliedschaft im Regierungsrat bekleidete er zwei Mal das Amt des Präsidenten des Regierungsrates des Kantons Zürich. Als Nachfolger von Otto Pfister wurde er am 1. Mai 1934 erstmals Präsident und bekleidete das Amt bis zum 30. April 1935, woraufhin Rudolf Streuli ihn ablöste. Am 1. Mai 1938 übernahm er von Otto Pfister zum zweiten Mal das Amt als Regierungspräsident und verblieb auf diesem Posten bis zu seiner Ablösung durch Robert Briner am 1. Mai 1939. 1943 wurde er Ständiger Ehrengast der Universität Zürich.
Er war seit 1907 mit Elise Keller, Tochter des Drechslers Gottlieb Keller, verheiratet.

## Veröffentlichungen
Er veröffentlichte neben Büchern zu Fragen des Strafvollzugs mehrere Arbeiten zu Problemen des Bäckereigewerbes. Das von ihm im Zeichen der nationalen Besinnung 1938 herausgegebene Zürcher Bürger- und Heimatbuch erlebte bis in die 1960er Jahre zahlreiche Neuauflagen.
- Die schweizerische Kriegsgesetzgebung über die Bäckerei und Müllerei. Bern 1915.
- Zürcher Bürger- und Heimatbuch. 1938.
- mit Rupert Nieberl: Rheinau. Horgen 1942.